# François Magendie
François Magendie (6. října 1783, Bordeaux – 7. října 1855, Sannois u Paříže) byl francouzský fyziolog, jenž je dodnes považován za průkopníka experimentální fyziologie. Proslavil se tím, že popsal foramen Magendii (otvor ve čtvrté mozkové komoře). Pojmenováno je po něm také Hertwig-Magendieho znamení, disociovaná deviace bulbů při lézi mozečku. Magendie byl profesorem lékařství na Collège de France, v jejímž čele stál mezi lety 1830–1855. Později ho v této pozici vystřídal jeho bývalý asistent Claude Bernard.
Magendiho nejvýznamnější příspěvek vědě patří zároveň mezi ty nejvíce sporné. Magendie, současník sira Charlese Bella, prováděl řadu pokusů na nervovém systému. Soustředil se přitom na rozdíl mezi senzorickými a motorickými nervy v míše, tzv. Bell-Magendieho zákon. Mezi Magendiem a Brity, kteří tvrdili, že Bell publikoval své objevy jako první a že Magendie mu jeho pokusy „ukradl“, vznikla silná rivalita. Její intenzitu snad lze přirovnat pouze k té, jež panovala mezi Isaacem Newtonem a Robertem Hookem.
Magendie byl také notorický vivisektor, který šokoval i mnohé své současníky, když na veřejných přednáškách o fyziologii rozřezával živá zvířata. Když Richard Martin, irský poslanec v britském parlamentu, předkládal svůj proslavený zákon proti krutosti na zvířatech, popsal pokus, při němž Magendie přitloukl jednoho chrta za ucho a packu a přes noc ho nechal s polovinou obličejových nervů rozřezaných, aby mohl v pokusech pokračovat další den. Martin označil Magendieho za „ostudu společnosti“.
Mezi britskými fyziology, dokonce i mezi těmi, kteří pokusy na zvířatech hájili, vládlo přesvědčení, že Magendie úmyslně vystavuje pokusná zvířata zbytečnému týrání. Anne Fragot-Largeauová však ve svém inauguračním projevu na Collège de France prohlásila, že když se jeden kvaker zeptal Magendieho na vivisekci, dostalo se mu podrobného výkladu, proč se pokusy na zvířatech provádějí..
Magendieho metody kritizovali nejen jeho současníci v Británii a Francii, ale i jejich nástupci, mezi něž patřili například Charles Darwin a Thomas Henry Huxley. Magendieho přístup k medicíně dal podnět ke vzniku hnutí bojujících proti vivisekci nebo prosazujících její reformu. Americký fyziolog a společenský reformátor Albert Leffingwell mu dokonce věnoval kapitolu ve své knize An Ethical Problem (Etický problém).
V roce 1831 byl Magendie zvolen zahraničním členem Královské švédské akademie věd.